# Alfredo Chiaradía
Alfredo Vicente Chiaradía (nacido el 15 de febrero de 1945 en Bahía Blanca) es un economista, académico, diplomático de carrera y político argentino. Se desempeñó como embajador de su país ante los Estados Unidos entre 2010 y 2011, embajador de su país en Japón entre 1999 y 2001, además de tener varios cargos en el Ministerio de Relaciones Exteriores de la Argentina.

## Carrera
Chiaradía nació en Bahía Blanca, provincia de Buenos Aires, en 1945. Se matriculó en la Universidad de Buenos Aires, obteniendo una licenciatura en economía y una Maestría en Economía Política en 1968. Recibió entrenamiento en el Instituto del Servicio Exterior de la Nación de la Cancillería Argentina, y enseñó teoría económica en la Universidad Argentina de la Empresa (UADE) entre 1970 y 1973.
Chiaradía sirvió en numerosos puestos en el Ministerio de Relaciones Exteriores de la Argentina en los años siguientes, así como en las embajadas argentinas en Canadá, Alemania y Estados Unidos. Regresó a Buenos Aires en 1987 para aceptar un nombramiento como Jefe de Gabinete del Secretario de Relaciones Económicas Internacionales de la Cancillería, Carlos Bruno, y desde 1988, sirvió en el mismo cargo para el ministro de Relaciones Exteriores, Dante Caputo.
Fue nombrado Representante Permanente Adjunto de la Argentina ante las Naciones Unidas un año más tarde por Carlos Menem. Chiaradía fue transferido al Consulado Argentino en Frankfurt en 1993, y como Cónsul, dirigió el Centro de Promoción Argentina. Fue nombrado Subsecretario de Negociaciones Económicas Internacionales de la Cancillería, un puesto clave en las negociaciones de la deuda externa, en 1994, y entre 1996 y 1999 se desempeñó como Subsecretario para Asuntos de América Latina para el canciller Guido Di Tella.
Entre 1999 y 2001 fue embajador de Argentina en Japón, luego fue jefe Representante del Comercio en el gobierno argentino hasta agosto de 2002, cuando fue nombrado representante de su país ante la Organización Mundial del Comercio (OMC). En 2004, el presidente Néstor Kirchner lo designó Secretario de Comercio y Relaciones Económicas Internacionales en la Cancillería, sucediendo a Martín Redrado cuando fue nombrado en el Banco Central.
En dicha secretaría, Chiaradía jugó un papel decisivo en las negociaciones comerciales controvertidas con la República Popular de China, para que Argentina pudiera exportarle aceite de soja. Además, ayudó a desviar las acusaciones de clientelismo relacionadas con licencias de exportación concedidas por su oficina para el comercio con Venezuela.
En diciembre de 2010 fue designado embajador argentino ante los Estados Unidos por Cristina Fernández de Kirchner, reemplazando a Héctor Timerman quien fue designado Canciller argentino.

## Vida personal
En cuanto a su vida personal, está casado y tiene cuatro hijos.

## Condecoraciones
Chiaradía recibió numerosos honores nacionales durante su mandato en el servicio exterior, incluidas las órdenes de mérito nacional de Chile, Francia, e Italia, así como la Orden de Río Branco (Brasil), la Orden del Sol Naciente (Japón), la Orden del Águila Azteca (México), y la Orden Francisco de Miranda (Venezuela), entre otros.